# Саркоптоз
Саркоптоз (Sarcoptoses) — несезонное контагиозное (заразное) зудневое кожное заболевание животных, вызываемое акариформными клещами рода Sarcoptes.

## Этиология
Возбудитель — мелкие клещи Sarcoptes scabiei, паразитирующие на собаках, но нападающие и на людей (см. Псевдосаркоптоз).

## Клиническая картина
Первые симптомы — покрасневшие образования на коже, чешуйки, зуд, облысение.
Клещи предпочитают область кожи с короткими волосами. Поражения обычно обнаруживаются в области ушей, локтевых суставов, на вентральной поверхности живота и в области коленного сустава. При прогрессировании заболевания поражается вся поверхность тела. Зуд, как правило, очень сильный, плохо контролируется глюкокортикоидами.
Если вовремя не обратиться к ветеринарному врачу, на коже могут образоваться гнойники, свищи. Среди осложнений также инфицирование, ороговение и пигментация пораженных участков кожи.

## Диагностика
Симптомы саркоптоза во многом похожи на различные клещевые, грибковые и гнойные поражения кожи.
Одним из характерных, но не специфических симптомов зудневой чесотки является “ухо-ножной рефлекс” – собака делает попытку почесаться при раздражении края ушной раковины.
Единственный способ точной диагностики — микроскопия.
Для выявления взрослых клещей Sarcoptes scabiei или их яиц производится поверхностный соскоб кожи. Соскобы делаются с большой площади, предпочтительно с ушных раковин, локтей и скакательных суставов. Однако, клещи или яйца клещей могут быть найдены только в 40-50% случаев. Т.е. соскобы не могут быть методом исключения заболевания. В случае подозрения на болезнь при отрицательных результатах соскобов проводится пробное лечение системными препаратами. Ответ на лечение клинически можно наблюдать в течение 3-4 недель.

## Патогенез
Клещи, накожники и кожееды, будучи кожными эндопаразитами, размножаются в толще эпидермиса. Под воздействием антигенов клещей и продуктов тканевого распада возникают экссудативный дерматит, иммунопатологические реакции, снижение роста и развития животных, продуктивности и интоксикация организма.

## Лечение
Для лечения саркоптоза применяются противопаразитарные и антибактериальные препараты местного и общего действия. Лечить необходимо всех собак, находящихся в контакте, независимо от наличия у них симптомов.
При возможности обработать всех собак в контакте прогноз благоприятный.
Грамотно назначенное лечение, как правило, очень эффективно. 